# Clazômenas
 Clazómenas (português europeu) ou Clazômenas (português brasileiro) (em grego: Κλαζομεναί; romaniz.: Klazomenai) foi uma pólis portuária da Grécia antiga, localizado na costa da Anatólia, no mar Egeu. Corresponde à atual cidade de Urla, na Turquia.
Clazômenas era aliada da Liga Jônia, também conhecida como "confederação das doze cidades". De acordo com a tradição, foi pioneira na produção e processamento de prata. 

Localização relativa de Clazômenas, a cidade vizinha de Teos e sua colônia Abdera.

## Localização
A pólis de Clazômenas ficava originalmente localizada no continente, na costa oeste da Ásia Menor. Durante a revolta jônica, contra os persas, no início do século V a.C., foi transferida para uma ilha próxima, no golfo de Esmirna.

## Mitologia
O deus principal da cidade era Apolo. De acordo com o mito, a carruagem do deus era puxada por cisnes quando se deslocava todos os anos para a sua residência de inverno na Hiperbórea. 
Clazômenas era o lugar de aninhamento de um grande número de cisnes. O cisne era, então, um atributo do deus tutelar local em suas representações artísticas. Estes sinais de identidade são evidentes nas antigas moedas locais de dracma, que mostram de um lado a face de Apolo e no outro, a representação de um cisne.
No epítome da "Biblioteca Mitológica", atribuído ao mitógrafo Apolodoro de Atenas, Clazômenas está envolvida na Guerra de Troia, consignando-a como uma das muitas cidades aliadas de Troia e conquistadas por Aquiles. 

## História
Clazômenas foi fundada no período das invasões dóricas por colonos das pólis gregas de Fliunte e Cleone. Colonos de Clazômenas, por sua vez, fundaram Abdera, na Trácia. 
Foi uma das primeiras cidades a cunhar suas moedas. Entre os séculos VII e V a.C. foi um centro ativo do comércio do mundo grego com o Egito e a Trácia. 
Subjugada pelos persas no século VI a.C., passou ao controle de Atenas após as guerras médicas, mas se rebelou em 412 a.C. Retornou ao domínio dos Aquemênidas em 387 a.C., depois passando ao controle dos reinos helenísticos. 
Foi conquistada pelos romanos no século II a.C., e incorporada à província romana da Ásia, o que lhe proporcionou muitos privilégios fiscais e comerciais.
Clazômenas cedo tornou-se uma diocese cristã. Seu bispo, Eusébio, participou do Primeiro Concílio de Éfeso em 431 e do Concílio de Calcedônia em 451.. Outro bispo, Macário, participou do Concílio de Constantinopla (867), considerado pela Igreja Católica como o oitavo concílio ecumênico. Atualmente, Clazômenas é considerada pela Igreja Católica como uma Sé titular.

## Cidadãos destacados
- Anaxágoras, filósofo.
- Timésio, fundador de Abdera.
- Gesio Floro, procurador romano da Judeia.
- Artemão, engenheiro militar, a serviço de Péricles.
- Hermótimo de Clazômenas, pensador e sacerdote.